# Segretario generale
Il titolo di segretario generale (a volte primo segretario, abbreviato segr.) è attribuito all'organo monocratico di alcune associazioni o altre organizzazioni, pubbliche o private, posto al vertice delle stesse.

## Caratteristiche
Indica anche una figura talvolta posta alle dirette dipendenze dell'organo di vertice (ad esempio, il presidente) e appartenente comunque al senior management dell'organizzazione. L'apparato organizzativo al quale il segretario generale è preposto è detto segretariato o segreteria.
L'uso di questo titolo piuttosto che altri, quale ad esempio quello di presidente, può avere lo scopo di sottolineare il ruolo di esecutore delle decisioni degli organi collegiali dell'organizzazione, facendo così risaltare, per lo meno a livello nominalistico, la collegialità di gestione della medesima. Tale figura può anche essere utilizzata per designare il leader dei partiti comunisti e socialisti, nonché dei sindacati che si richiamano a quest'area ideologica; in seguito il titolo (o altri analoghi, ad esempio segretario politico) è stato estesamente adottato anche da partiti e sindacati di diversa ideologia.
Nei paesi comunisti il segretario generale (o primo segretario) del comitato centrale del partito comunista è, di fatto, la più alta carica dello Stato, sebbene rimanga formalmente un organo del partito; del resto, solitamente, alla carica di partito ne unisce una statale, per lo più quella di capo dello stato (o, più precisamente, di presidente dell'organo collegiale che svolge le funzioni del capo dello stato), altre volte quella di capo del governo. Solitamente eletto dal comitato centrale, ne presiede l'ufficio politico e, laddove presente, il segretariato.

## In diplomazia
Il titolo di segretario generale è frequentemente utilizzato per designare l'organo preposto all'apparato burocratico-amministrativo di organizzazioni internazionali governative. Tra le altre hanno un segretario generale l'ONU, la NATO, il Consiglio d'Europa e la Lega araba.
Ai segretari generali delle organizzazioni internazionali governative sono solitamente riconosciute le stesse immunità e garanzie dei diplomatici.

## Nella pubblica amministrazione
In Italia il titolo di segretario generale è attribuito a vari organi dello stato o di altri enti pubblici.

### Presso gli organi costituzionali
Il segretario generale è il dirigente preposto all'apparato amministrativo (segretariato generale) posto al servizio di alcuni organi costituzionali, quali il Presidente della Repubblica, la Camera dei deputati, il Senato della Repubblica, la Corte costituzionale e altri.

### Nei ministeri
Alla Presidenza del Consiglio dei ministri il segretario generale assicura il supporto all'espletamento dei compiti del Presidente del Consiglio dei Ministri e sovrintende all'organizzazione ed alla gestione amministrativa del Segretariato generale.
Il segretario generale nei ministeri è il dirigente, posto alle dirette dipendenze del ministro; nei ministeri in cui la struttura di primo livello è costituita dalle direzioni generali, assicura il coordinamento dell'azione amministrativa. Hanno un segretario generale il Ministero degli Affari Esteri e cooperazione internazionale, il Ministero dell'Ambiente e della sicurezza energetica  e il Ministero della cultura.
Il segretario generale provvede all'istruttoria per l'elaborazione degli indirizzi e dei programmi di competenza del ministro; coordina gli uffici e le attività del ministero; vigila sulla loro efficienza e rendimento e ne riferisce periodicamente al ministro (art. 6 del D.Lgs. 300/1999). Nei ministeri dove la suddivisione di massimo livello è il dipartimento, le attribuzioni del segretario generale sono ripartite tra i capi dei dipartimenti.
Gli incarichi di segretario generale sono conferiti, ai sensi dell'art. 19, comma 3, del d.lgs. 30 marzo 2001, n. 165, con decreto del Presidente della Repubblica, previa deliberazione del Consiglio dei ministri, su proposta del Ministro competente, a dirigenti della prima fascia dello Stato o - con contratto a tempo determinato, di durata non superiore a tre anni - a persone, anche estrane all'amministrazione statale, in possesso delle specifiche qualità professionali indicate nel comma 6 dello stesso articolo (esperienza almeno quinquennale in funzioni dirigenziali in enti ed aziende, anche private; particolare specializzazione professionale, culturale e scientifica desumibile dalla formazione universitaria e postuniversitaria, da pubblicazioni scientifiche e da concrete esperienze di lavoro maturate per almeno un quinquennio in posizioni funzionali previste per l'accesso alla dirigenza; provenienza dai settori della ricerca, della docenza universitaria, delle magistrature e dei ruoli degli avvocati e procuratori dello Stato). Tali incarichi hanno durata non inferiore a tre anni e non superiore a cinque (art. 19, comma 2, d.lgs. 165/2001) ma cessano se, nel frattempo, cambia il Governo, decorsi novanta giorni dal voto sulla fiducia allo stesso (art. 19, comma 8, d.lgs 165/2001).

#### Nel Ministero della difesa
Presso il Ministero della difesa vi è un Segretario generale della difesa, disciplinato degli art. 41 e 42 del d. lgs. 15 marzo 2010, n. 66 (Codice dell'ordinamento militare) in modo differenziato rispetto ai segretari generali degli altri ministeri.
È nominato con decreto del presidente della Repubblica, previa deliberazione del Consiglio dei ministri, su proposta del Ministro della difesa, sentito il Capo di stato maggiore della difesa, tra gli ufficiali con il grado di generale di corpo d'armata o equivalente in servizio permanente, i dirigenti di prima fascia dell'amministrazione pubblica o soggetti estranei alla stessa.
Il segretario generale, che dipende direttamente dal ministro della Difesa per le attribuzioni amministrative e dal Capo di stato maggiore della difesa per le attribuzioni tecnico-operative:
- predispone, d'intesa con il Capo di stato maggiore della difesa, le proposte di pianificazione annuale e pluriennale generale finanziaria relative all'area industriale, pubblica e privata, di interesse della Difesa;
- è responsabile, nel quadro della pianificazione generale dello strumento militare, dell'organizzazione e del funzionamento dell'area tecnico-industriale e tecnico-amministrativa della Difesa;
- esercita le funzioni di direttore nazionale degli armamenti ed è responsabile delle attività di ricerca e sviluppo, produzione e approvvigionamento dei sistemi d'arma;
- ha alle sue dipendenze i direttori generali del Ministero, si avvale di due Vice segretari generali (di cui almeno uno civile e uno, di norma, militare) e dispone del Segretariato generale della difesa.

### Nelle camere di commercio
Il segretario generale è il dirigente generale delle camere di commercio, nominato dal Ministro dello sviluppo economico su designazione della giunta camerale (o, nelle camere di commercio di Bolzano e di Trento, dalla giunta camerale stessa), che esercita le funzioni di vertice dell'amministrazione dell'ente e sovrintende al personale dello stesso, fungendo da segretario del consiglio e della giunta camerale e talvolta anche da conservatore del registro delle imprese (di solito, però, la giunta camerale attribuisce quest'ultimo incarico ad un altro dirigente).

### Nei comuni e nelle province
In passato la qualifica di segretario generale era attribuita ai segretari comunali, nei comuni con popolazione superiore a 10 000 abitanti e nei comuni capoluogo di provincia, ed ai segretari provinciali. Attualmente conseguono l'idoneità a segretario generale i segretari che hanno superato il corso-concorso denominato "Spe.S", indetto dal Ministero dell'interno, al quale possono essere ammessi trascorsi due anni dalla prima assunzione in servizio.

## In politica
Il primo caso di assunzione della carica di segretario generale da parte di un esponente politico si ebbe il 3 aprile 1922, quando Stalin divenne segretario generale del PCUS, di fatto impadronendosi della delicatissima funzione dell'attribuzione degli incarichi all'interno dell'apparato del partito: anche dopo la morte di Lenin, Stalin mantenne la carica, che da allora ha per molto tempo simboleggiato il vero potere interno alla gerarchia di un partito politico.

### Figure politiche nel mondo
| Titolo ufficiale                                                 | Attuale titolare    | Inizio carica    |
| ---------------------------------------------------------------- | ------------------- | ---------------- |
| Segretario generale del Partito Comunista Cinese                 | Xi Jinping          | 15 novembre 2012 |
| Primo segretario del Partito del Lavoro di Corea                 | Kim Jong-un         | 18 dicembre 2011 |
| Segretario generale del Partito Comunista del Vietnam            | To Lam              | 19 luglio 2024   |
| Segretario generale del Partito Rivoluzionario Popolare del Laos | Thongloun Sisoulith | 15 gennaio 2021  |
| Primo Segretario del Partito Comunista di Cuba                   | Miguel Díaz-Canel   | 19 aprile 2021   |
| Segretario generale della NATO                                   | Mark Rutte          | 1º ottobre 2024  |